# Fayet, Aveyron
Fayet är en kommun i departementet Aveyron i regionen Occitanien i södra Frankrike. Kommunen ligger  i kantonen Camarès som ligger i arrondissementet Millau. År 2022 hade Fayet 236 invånare.

## Befolkningsutveckling
Antalet invånare i kommunen Fayet
Referens: INSEE

## Galleri

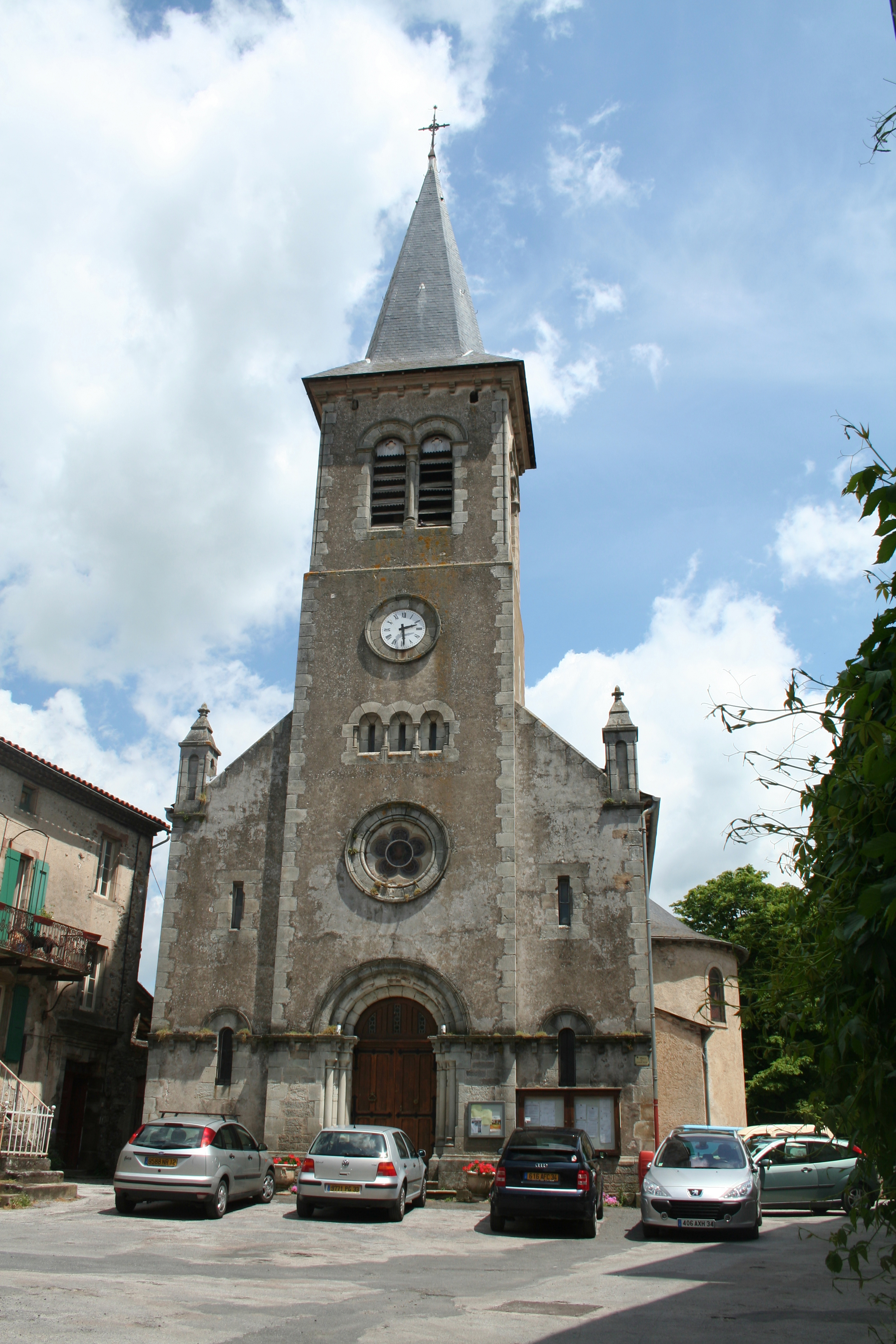
Kyrkan
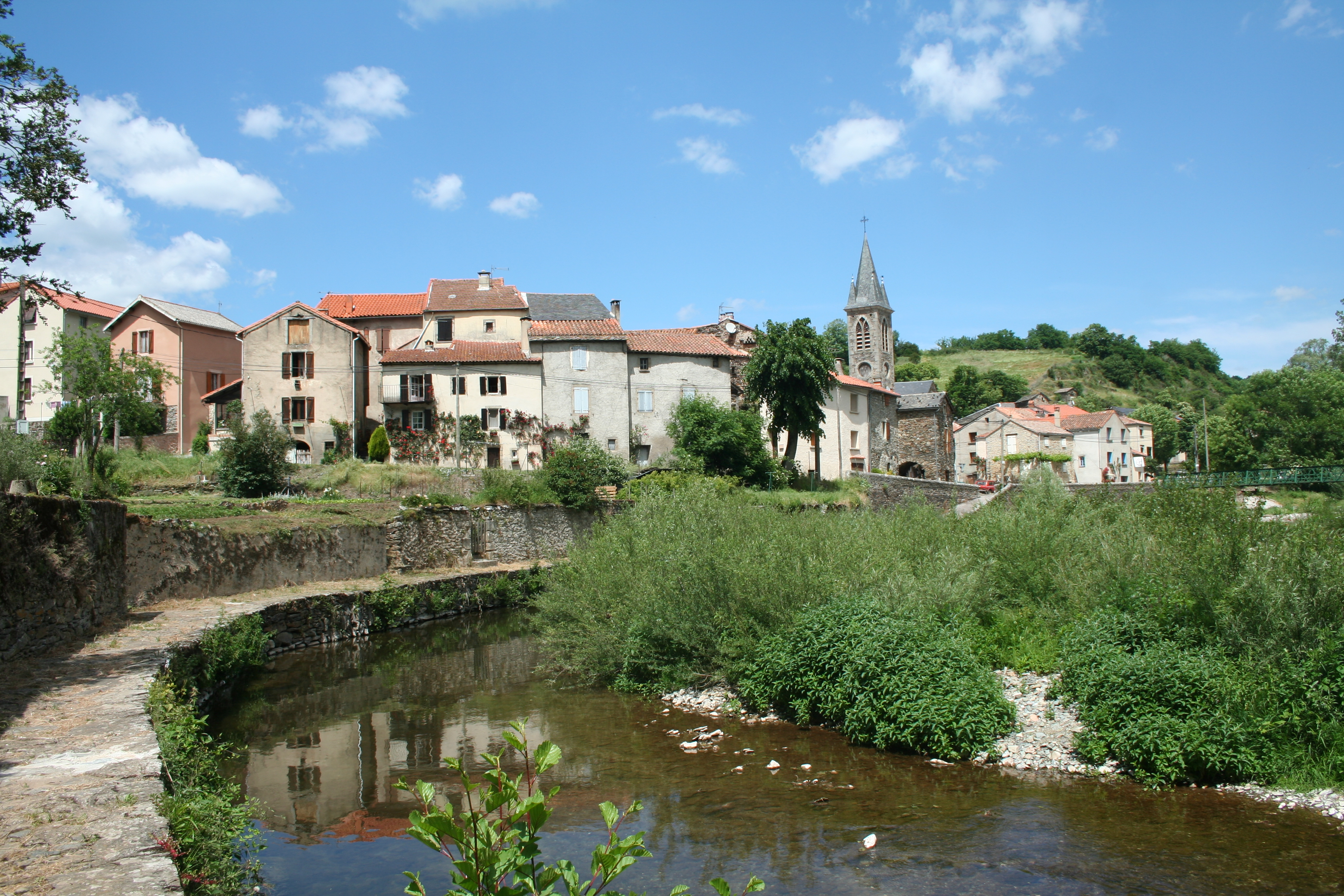
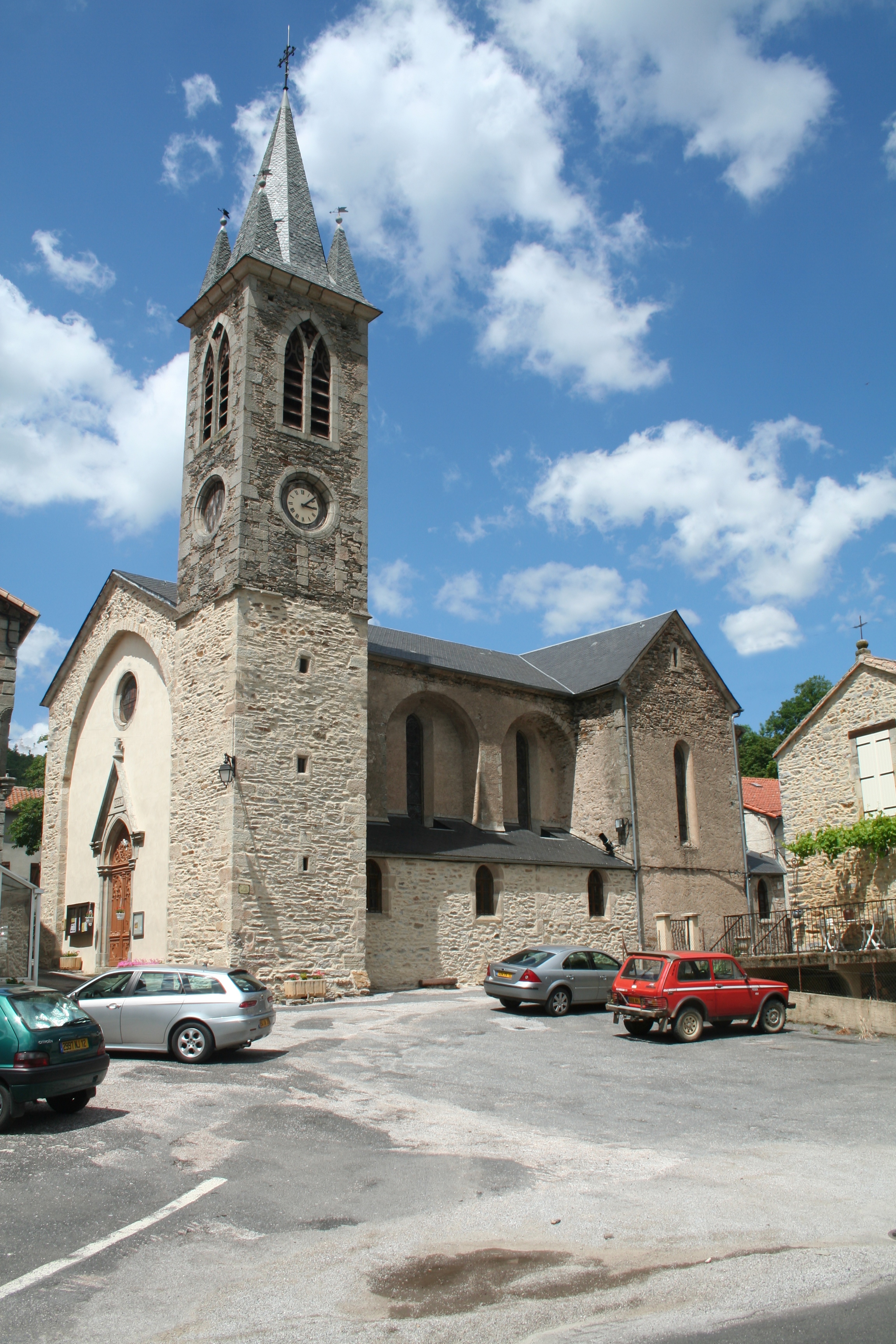